# Cephalaria duzceensis
Cephalaria duzceensis là một loài thực vật có hoa trong họ Kim ngân. Loài này được Aksoy & Göktürk publ. 2008 mô tả khoa học đầu tiên năm 2007.